# Aglicona
Aglicona, aglucona o genina en química orgánica es el agrupamiento no glucídico de un heterósido. Es el compuesto sin azúcares que queda tras reemplazar por un átomo de hidrógeno el grupo glicosilo de un glucósido.
La aglicona se presenta bajo la forma de alcohol, de fenol o de una sustancia que contenga nitrógeno y azufre. La aglicona determina la familia del heterósido y confiere a algunas plantas su poder terapéutico. Por ejemplo, la dioscina (un glucósido esteroide de la saponina) se encontró en las plantas del género Dioscorea.